# 에반드루 시우바 두 나시멘투
에반드루 시우바 두 나시멘투(포르투갈어: Evandro Silva do Nascimento, 1987년 9월 26일 ~ )는 에반드루 파울리스타(포르투갈어: Evandro Paulista)라고도 불리는 브라질 출신의 축구 선수로, 포지션은 스트라이커이다. K리그시절 등록명은 에반드로였다.

## 클럽 경력

### FC 서울
2018년 1월 4일 FC 서울에 입단하였다.
2019년 2월 18일 FC 서울과 상호 계약해지 합의 보도가 나왔으며하루 뒤 FC 서울에서 공식 계약해지 공지가 올라왔다.

## 기타
2018년 4월 1일 인천 유나이티드와 경기에서 FC 서울 데뷔골을 터트리고 텀블링 골 세리머니를 했는데 이 장면을 촬영한 뉴시스 최동준 기자의 사진이 이달의 보도사진 'Sports Feature' 부문 최우수상에 선정되었다.